# Écotone
Pour l'entreprise, voir Ecotone (entreprise).

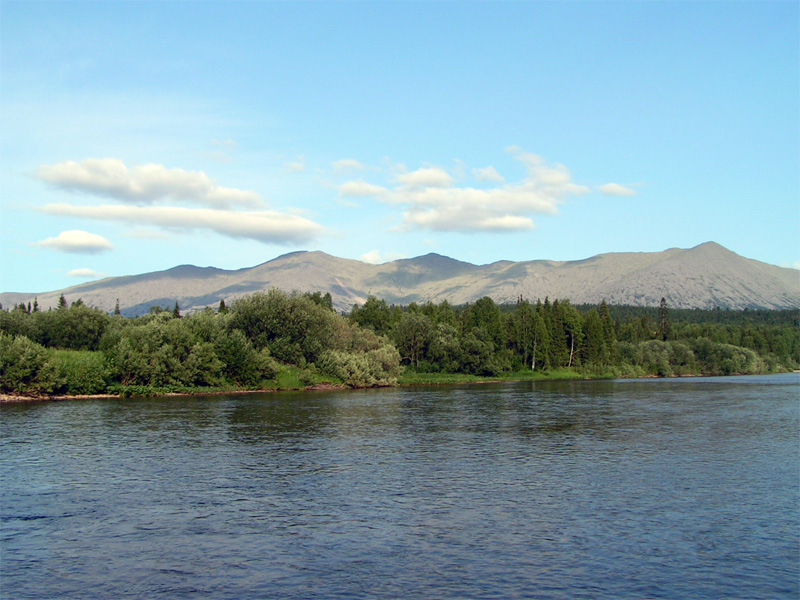
La ripisylve est un exemple d'écotone ayant fonction de corridor biologique. Outre les espèces des deux milieux qu'elle sépare, elle abrite ou nourrit des espèces spécifiques, comme le castor.

Un écotone est une zone de transition écologique entre deux écosystèmes. Par exemple, le passage de la savane à la forêt, ou le passage d'une plaine alluviale à une zone non inondable. En écologie du paysage, il correspond à une lisière. Comme dans le cas des biomes, la végétation joue un rôle important dans la caractérisation d'un écotone, du fait de la marque physionomique prépondérante qu'elle imprime au paysage.
Cette zone est généralement très riche en biodiversité, car elle abrite non seulement des espèces appartenant à chacun des écosystèmes le bordant, mais aussi des espèces propres à ce milieu de transition.

## Histoire du concept
La notion d'écotone est un concept récent, allant à l'encontre de la simplicité des classifications, et porteur de réflexions sur la variabilité des phénomènes observés selon l'échelle d'observation (locale ou régionale). Elle s'applique notamment dans les espaces ruraux et cultivés, dans le domaine de l’écologie du paysage, ainsi qu'aux limites fluctuantes dans l'espace et dans le temps de nombreuses zones humides et aquatiques.

## Représentation schématique et théorique

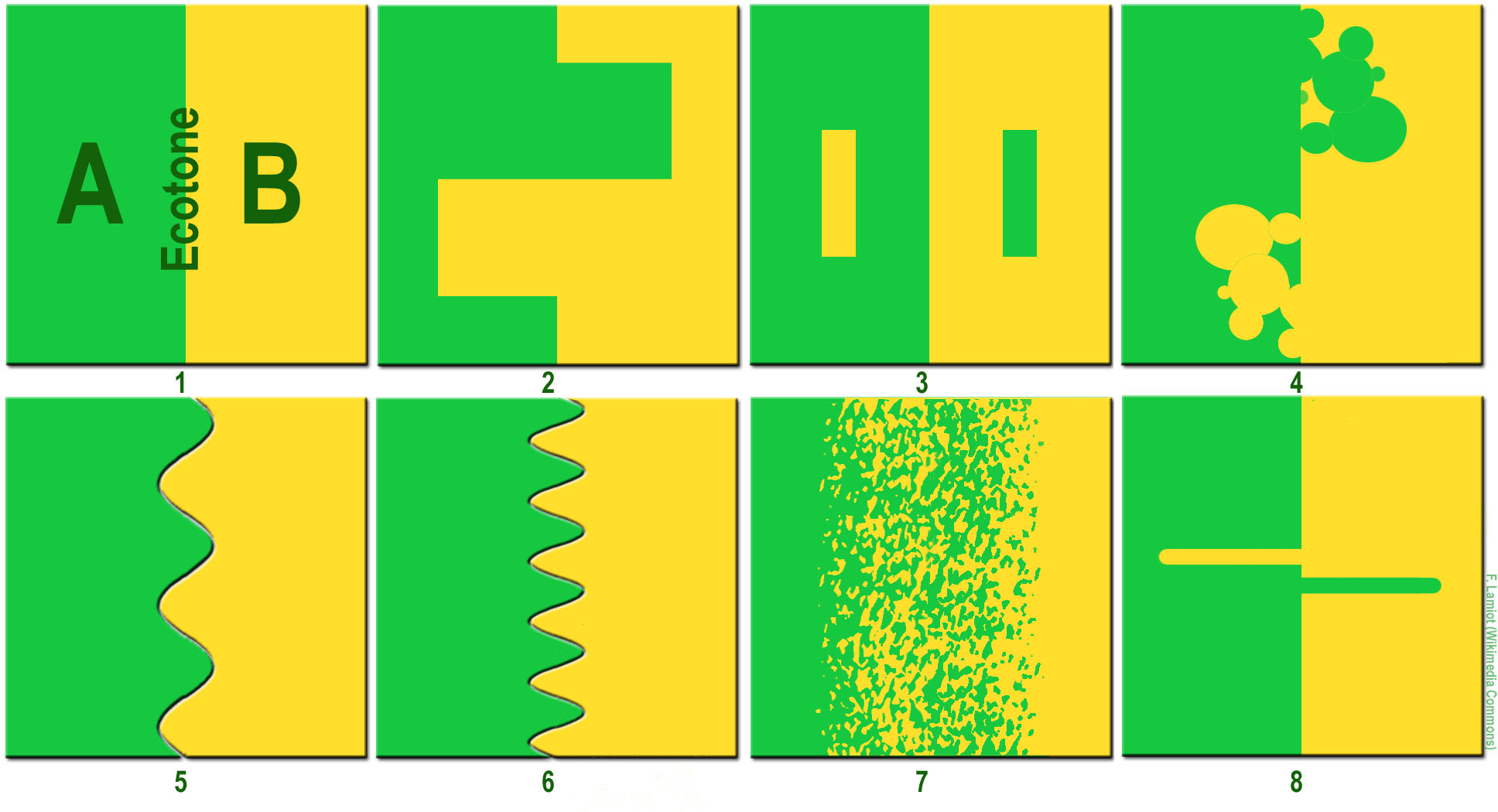
Fig. 1 & 2 écotone simple et plus complexe et long, à superficies égales et homogènes dans les deux cas. Fig.3 : Une inclusion de chaque milieu dans l'autre augmente le linéaire écotonial et produit 3 écotones non directement connectés entre eux, de même, mais de manière plus complexe et discrète dans la figure 4. Fig.5&6 : Des lisières forestière ou berges traitées «en feston» ou «en dents de scie» allongent considérablement l'écotone et en changent les propriétés écologiques sans modifier les superficies. Fig.7 : Ex. très commun d'interpénétration de milieux (tels qu'un ourlet forestier). Fig.8 Ex de complexification (type terrier ou termitière, où l'animal modifie son environnement, à son profit et à celui d'autres espèces).

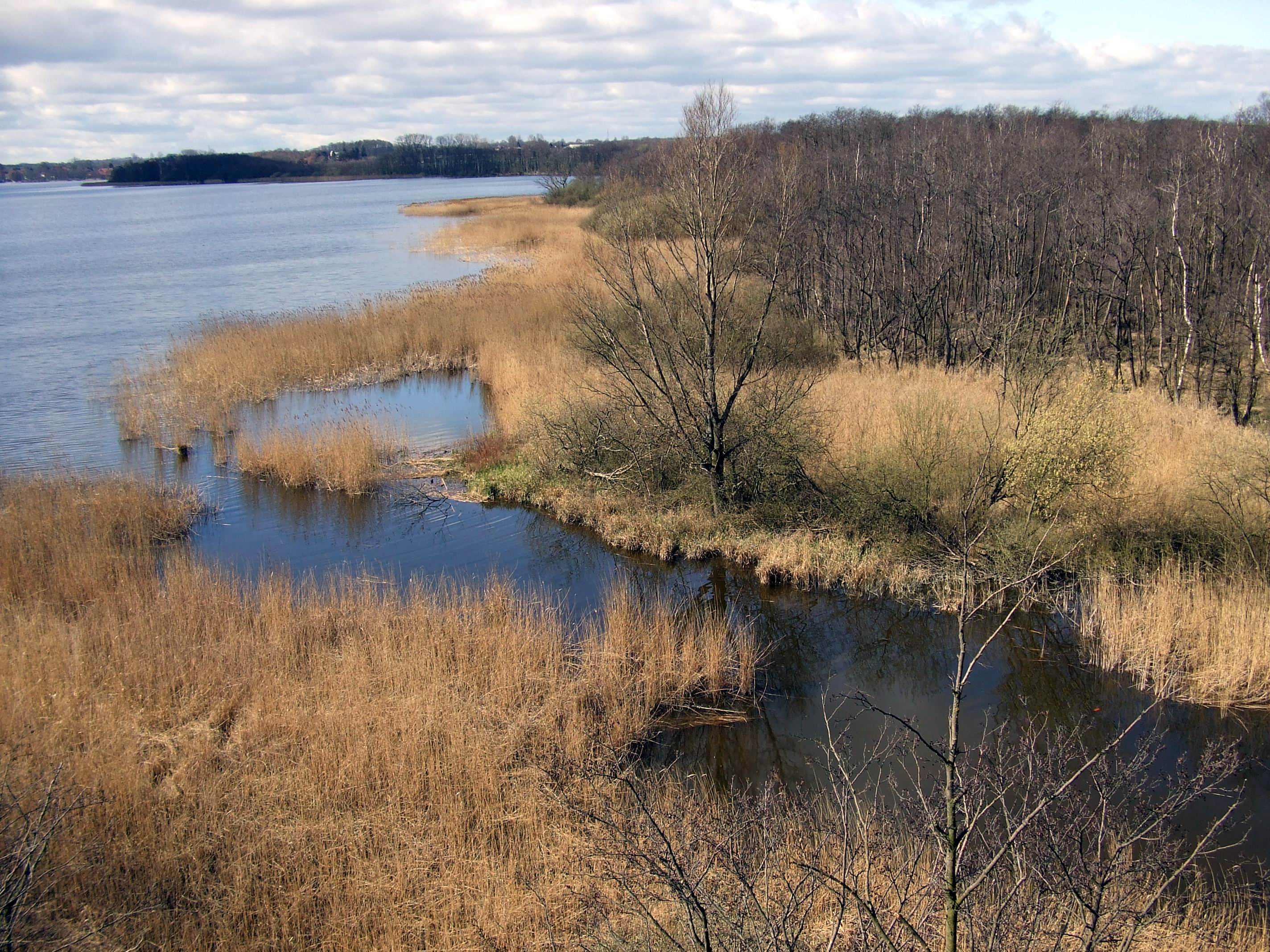
Les ceintures de roselières sont un écotone typique des lacs des régions tempérées. Elle tendent à accumuler de la matière organique qui pourra être colonisée par les arbres et à se déplacer vers le centre du lac.

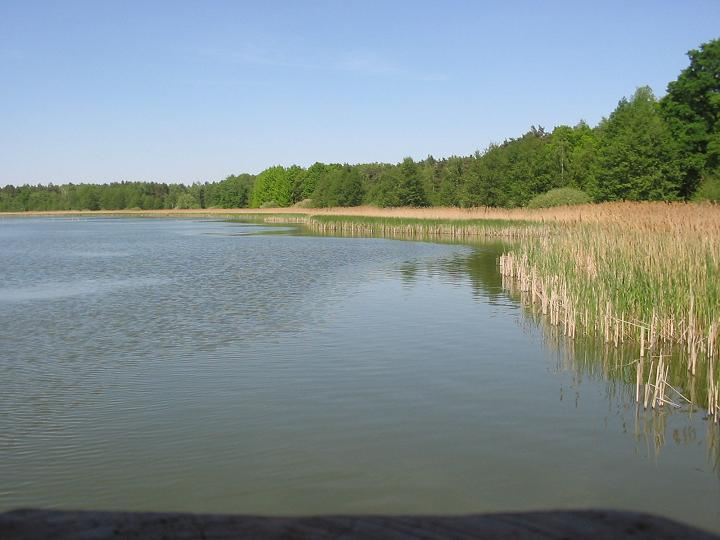
L'écotone est souvent aussi un corridor, qui selon les saisons développe des fonctions différentes pour des espèces différentes.

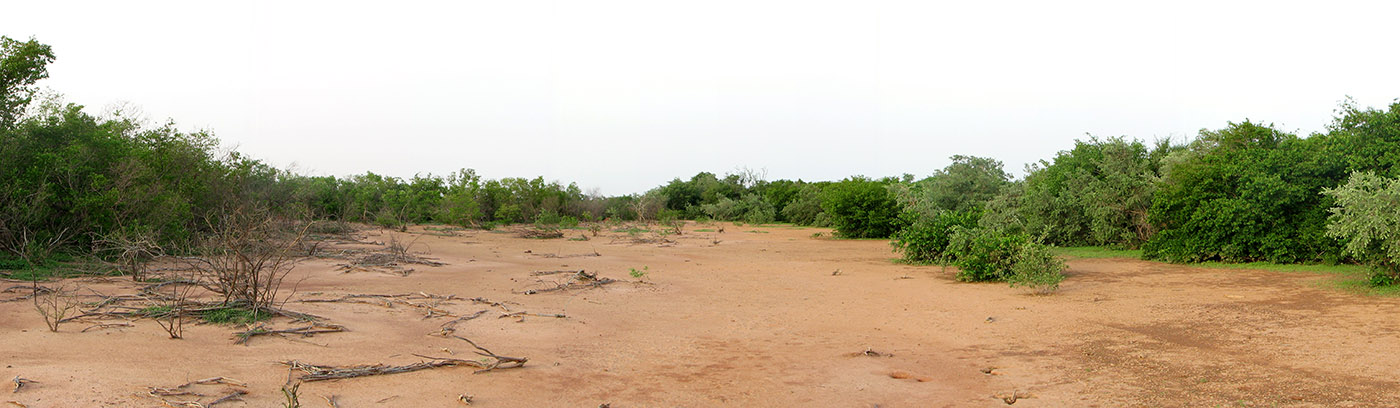
La distribution hétérogène de la végétation en milieu aride produit des écotones à l'interface entre fourré et sol nu. Ici, une brousse tigrée au Niger (Sahel).

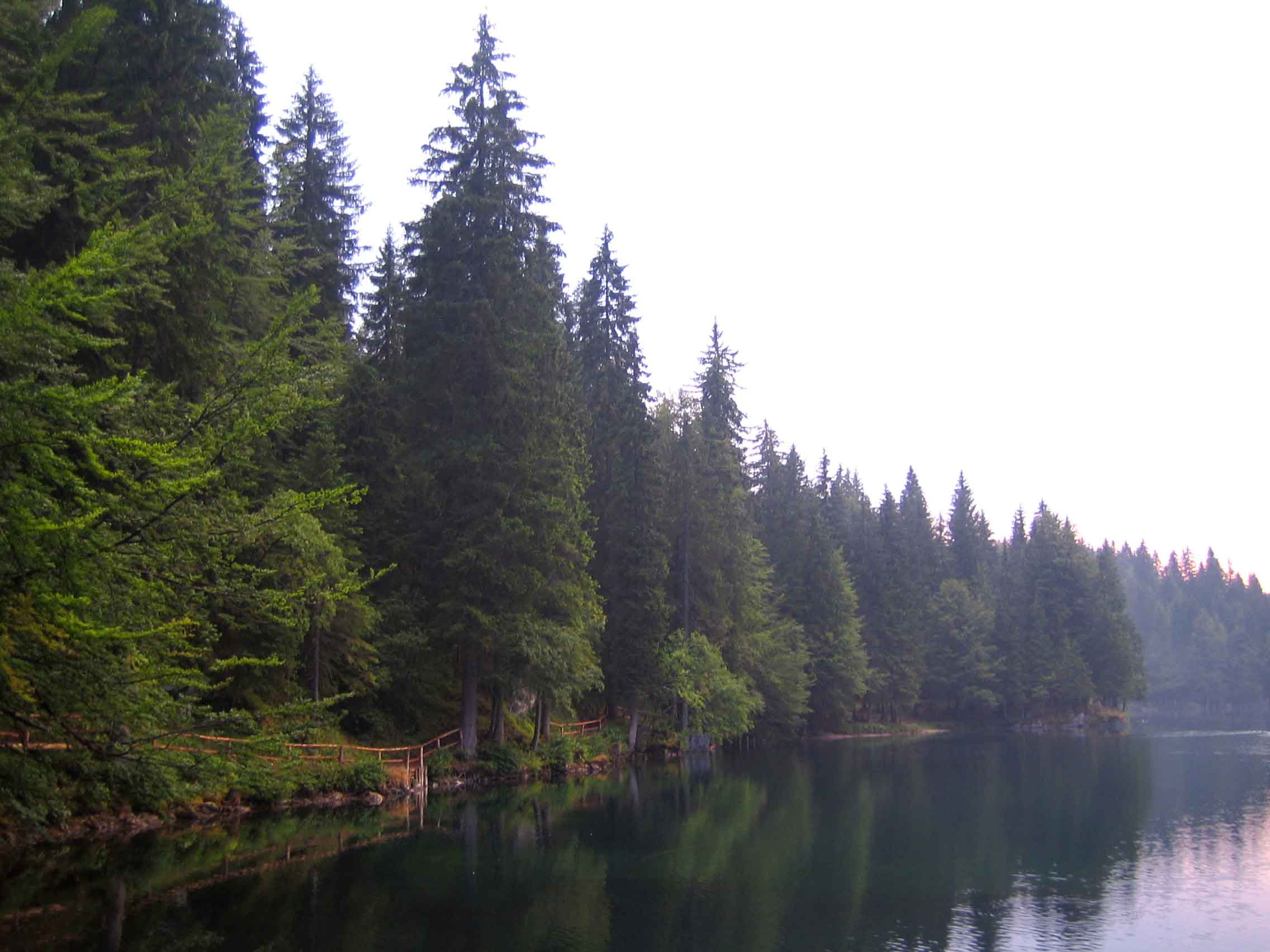
Cette berge à ripisylve est un écotone. Dans les zones peuplées ou très agricoles, les berges sont presque toutes longées par un chemin, une route ou cultivées, ce qui ne leur permet plus de remplir toutes les fonctions écopaysagères naturelles d'un écotone.

Les figures et photographies ci-contre sont des représentations représentant schématiquement les motifs écopaysagers les plus courants ; l'écotone est l'interface séparant deux milieux (représentés par deux couleurs). 
Ici chaque figure n'est pas associée à une échelle spatiale ; chaque carré peut être envisagé comme représentant une surface de quelques cm², habitée par des espèces très petites (bactéries ou nématodes par exemple, plus ou moins mobiles), ou comme un paysage de plusieurs centaines de kilomètres carrés (forêt et savane vue d'avion ou de satellite par exemple).
Dans chaque carré, le jaune et le vert sont toujours présents à part égale. Chaque couleur symbolise un milieu ; par exemple la savane pour le jaune et la forêt pour le vert, mais il pourrait s'agir du bol alimentaire à l'intérieur d'un tube digestif et de sa périphérie, l'écotone représentant alors la paroi intestinale. Il pourrait aussi s'agir de surfaces en eau ou émergées, ou encore du contact entre un volume d'eau et son sédiment. Dans chaque cas, la proportion de chaque couleur est invariable pour la surface considérée, mais son organisation spatiale varie, ainsi donc que la longueur et certaines propriétés formelles et fonctionnelles de l'écotone.
On comprend que dans chacune des figures, les espèces inféodées aux écotones, comme les espèces inféodées aux « cœurs d'habitats » (ayant besoin d'une surface minimale d'habitat) seront très différemment favorisées ou défavorisées par le motif écopaysager (pattern). On comprend aussi que les processus d'échanges fonctionnels liés aux écotones sont également transformés ou affectés par leur structure et leur forme.
Cette représentation met en évidence l'effet de lisière, ainsi que les impacts du motif (pattern ou « patron ») écopaysager sur la percolation de certaines espèces dans un paysage hétérogène. Par exemple, dans les figures 3 et 4, on comprend que des espèces inféodées au milieu A ou B ne pourront respectivement passer d'une « tache » à l'autre de la même couleur qu'en deux points (cas n°3), voire en un seul point (goulot d'étranglement dans le cas n° 4, qui pourrait par exemple décrire certaines situations de col de montagne), alors que dans les figures 1 et 2, chaque tache reste non fragmentée (pour la surface considérée). Ce type de motifs est caractéristique des espaces utilisés pour l'agriculture intensive, des espaces urbains (où les taches de nature sont souvent plus petites et dispersées), mais il est aussi depuis quelques décennies de plus en plus fréquent dans les forêts faisant l'objet d'une sylviculture intensive, caractérisées par de longues lisières rectilignes et une géométrisation des parcelles, et d'une partie de l'hydrographie (fossés, étangs artificiels)[réf. nécessaire].
La figure 7 (à droite) décrit plutôt le type de lisière naturelle, avec interpénétration progressive de deux milieux, modèle que promeuvent en théorie les systèmes de sylvicultures dits « proches de la nature » (type prosilva).
Ici, les couleurs ne représentent pas nécessairement les conditions strictement paysagères d'un habitat (au sens habituel du mot paysage). On peut aussi et par exemple interpréter ces figures comme :
- la partie éclairée (en jaune) ou non éclairée (en vert) d'une zone géographique étudiée dans sa dimension d'environnement nocturne (pour y décrire ou modéliser à l'échelle d'un paysage les phénomènes de pollution lumineuse, de zone refuge, zones tampons, etc. ;
- les parties très sèches (jaune) et très humides (vert) d'une zone où coexisteraient des espèces inféodées à l'une ou l'autre de ces conditions. À titre d'exemple, il pourrait s'agir d'une tourbière à sphaignes sur poches argileuses ou sur nappe perchée (en vert) située sur un plateau sableux drainant, c'est-à-dire sec (en jaune);
- des zones caractérisées par de fortes variations d'acidité ou de toxicité particulière du (sol pollué, sol naturellement riche en métaux ou radionucléides);
- des zones claires et ensoleillées (jaune) ou ombreuses (vert) (du fait de l'exposition des pentes ou de la présence d'une canopée…), chaque milieu ou « patch » (tache) abritant alors des cortèges différents d'espèces différentes (xérophiles, ombrophiles et « tolérantes » ou « ubiquiste »s sur l'écotone).

## Intérêt théorique et pratique du concept d'écotone
La réalité est plus complexe que les représentations ci-dessus, notamment parce que les écotones concernent des volumes et non des surfaces, et parce qu'ils sont la plupart du temps naturellement mouvants dans l'espace et dans le temps, souvent cycliquement (par exemple avec les marées ou le cycle sylvogénétique). De plus, les écotones sont de plus en plus souvent artificialisés, fixés ou contraints par les activités humaines.

### Écotone et écocline
Un écotone est très souvent associé à un écocline, c'est-à-dire une zone de transition physique entre deux écosystèmes. Les concepts d'écotone et d'écocline sont parfois confondus alors que l'écocline représente un écotone au sens physicochimique du terme (ex : gradient de pH ou de salinité), gradient climatique ou microclimatique (gradient du continuum thermo-hygrométrique) entre deux systèmes, écosystèmes, agroécosystèmes).
Par opposition : 
- un écocline est une variation de l'environnement physicochimique dépendante d'un ou deux facteurs physico-chimiques déterminants comme condition de vie (et donc de présence/absence) de certaines espèces ; il peut s'agir de thermocline, chemocline (gradient chimique), halocline (gradient de salinité) ou pycnocline (variations de densité de l'eau, induite par la température et salinité).
- l'écotone décrit une variation plus subtile, souvent non strictement dépendante d'un facteur physique majeur (c'est une conjonction de facteurs pour la plupart écologiques qui sera ici en cause) séparant un écosystème ou habitat d'un autre, avec comme résultat une variabilité, souvent discrète et plus difficile à mesurer (pouvant se traduire par exemple par des nuances génétiques au sein d'une métapopulation) entre les communautés d'espèces occupant les habitats ou milieux séparés par cet écotone.

## Écotone et biodiversité

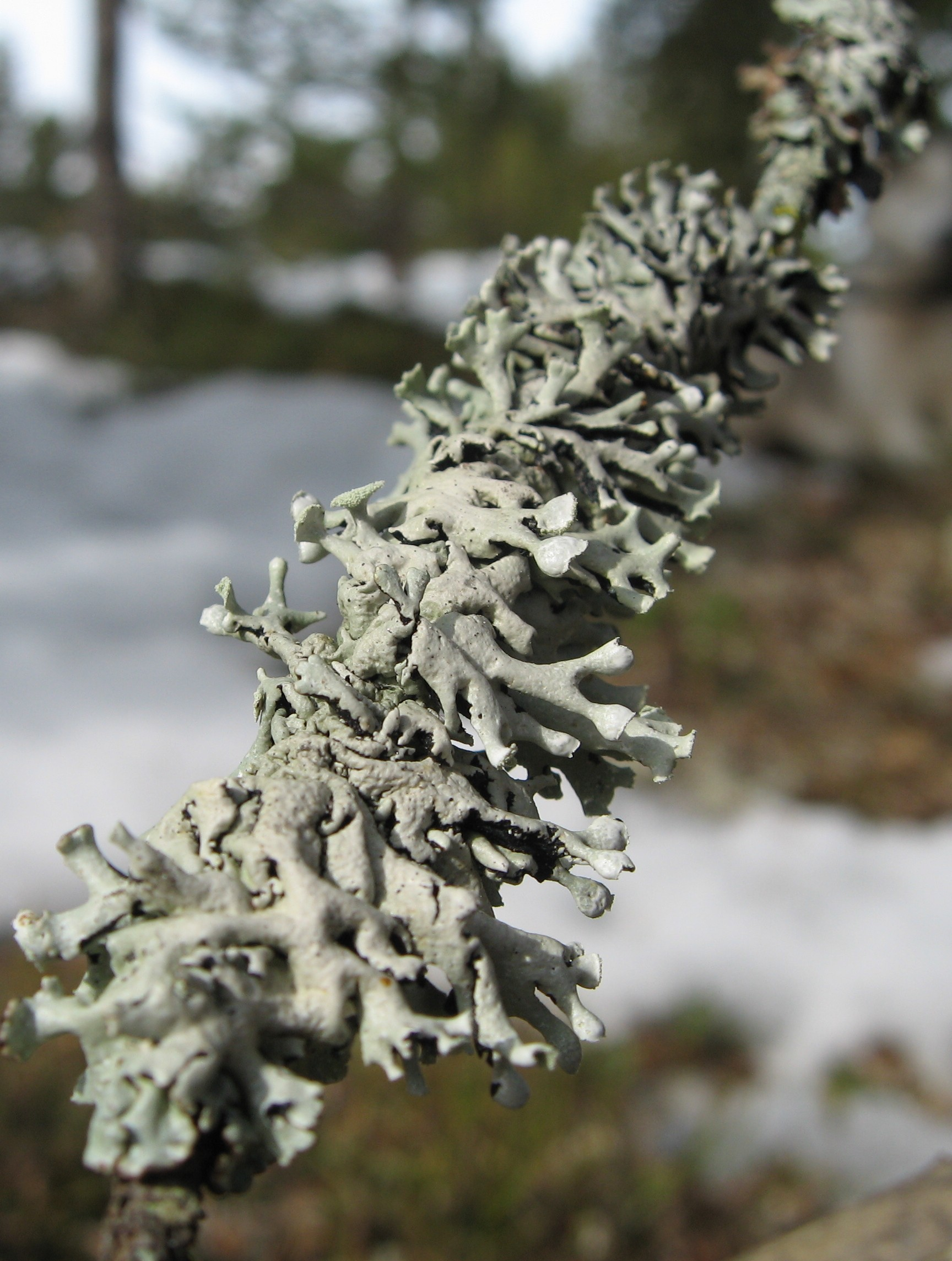
L'interface entre milieux (ici écorce-atmosphère) est lui-même susceptible d'être colonisé par des espèces qui en augmentent la complexité et en quelque sorte la surface, augmentant le potentiel d'accueil de l'écotone pour d'autres espèces.

Fonctions d'un écotone « e » séparant deux milieux (« A » et « B »), telles que proposées par Kolasa & Zalewski (1995) : 
- l'écotone agit par rapport aux habitats qu'il sépare :
  - en étant une source de matériaux ou d'énergie
  - en étant un « puits » de matériaux ou d'énergie, voire un puits écologique dans le cas d'écotones artificialisés où une surprédation a lieu (du fait de la chasse ou de la pêche, du braconnage ou d'une utilisation opportuniste par certains prédateurs tels que les corvidés sur les lisières artificielles linéaires où ils détectent et capturent plus facilement leurs proies)
  - il modifie les habitats qu'il borde, par exemple en ce qui concerne le vent, la température, la lumière ou l'eau

- il agit par rétroaction (feed-back en anglais) sur les habitats A et B, en modifiant, augmentant ou diminuant des processus écologiques de ces écosystèmes

- il agit comme « filtre » et influe sur les échanges entre les habitats A et B, en modifiant la fréquence des flux en fonction de sa « porosité » écologique et des espèces concernées (Cf. Théorie de la percolation).

- il « isole »  ou « réunit » plus ou moins, et de manière symétrique ou non les habitats A et B. Cet « effet barrière » dépend à la fois du type d'écotone et de la taille de l'organisme considéré, de ses capacités de mobilité (vol, nage) et de sa densité de population de chaque côté de l'écotone (effet densité-dépendant).

D'après Van der Maarel (1990) les écotones sont toujours plus pauvres en espèces spécifiques qu'en espèces des milieux adjacents ou ubiquistes. Les écoclines seraient quant à eux plus riches en espèces spécifiques que les milieux adjacents.

## Échelles spatio-temporelles

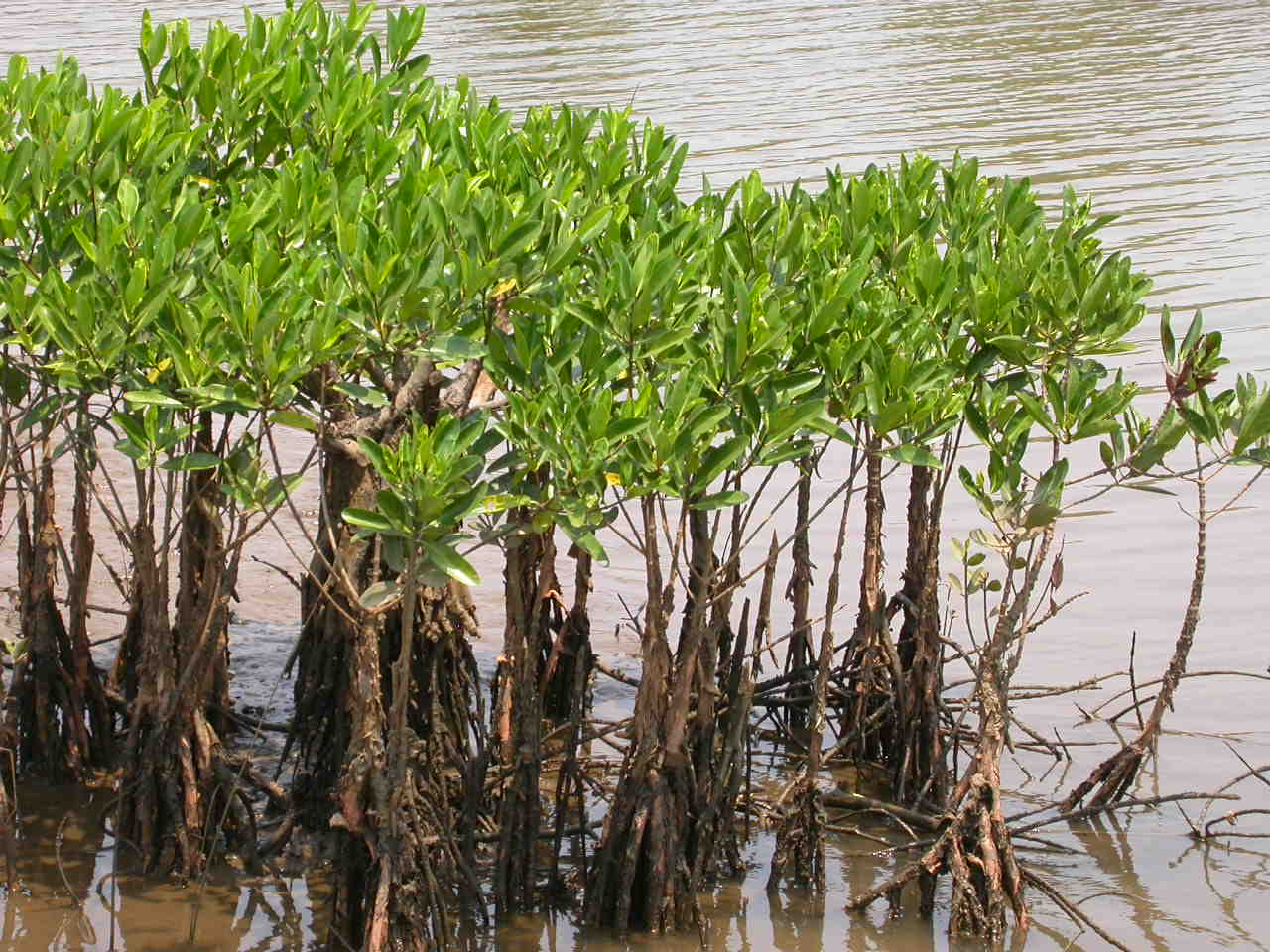
La mangrove est un exemple particulier d'écotone développant des fonctions particulières. Elle n'est présente que là où l'eau est salée (ici sur les berges de la rivière Vellikeel, Kannur District, Kerala, Inde).

L'échelle à laquelle un écotone peut être considéré varie en fonction des biomes, des écosystèmes observés, mais aussi de son pas de temps. L'écotone littoral ou estuarien est, par exemple, mobile dans le temps (cf. érosion du trait de côte, envasement ou aggradation grâce à la mangrove). Il peut avoir une certaine dimension fractale : un écotone peut en contenir d'autres. Le concept sous-tend fondamentalement l'idée que les  milieux naturels ne peuvent, dans la majorité des situations, être délimités de façon nette, mais qu'il existe toujours des zones de transition où l'on trouve en mélange des caractéristiques des deux milieux, séparés et unis à la fois par l'écotone.
Un écotone peut être mouvant dans l'espace et dans le temps, horizontalement et verticalement, par exemple au gré des marées sur la zone intertidale, ou au gré des saisons (des pluies, ou hivernales) pour les rivages de fleuves et lacs et les côtes marines. Dans la nature, quand l'eau se retire lentement de l'hiver à l'été (de la saison des pluies à la saison plus sèche), les plantes peuvent germer, croître, fleurir et fructifier durant une période plus longue dans l'année, offrant une ressource alimentaire plus durable aux animaux, et augmentant leurs chances de se perpétuer. Dans un bassin (de jardin public, par exemple) artificiellement maintenu à niveau constant, cette caractéristique disparaît. Si de plus sa berge est haute et étanche, cet écotone devient une lisière qui fait obstacle à la circulation de l'eau et aux mouvements biologiques entre l'extérieur et le bassin lui-même. En écologie du paysage, un tel bassin peut être considéré comme une « tache », plus ou moins isolée dans une « matrice » (son environnement) ; sa forme et sa taille influeront sur la longueur linéaire de berge, l'artificialisation de cette berge influera sur ses qualités écopaysagères et ses fonctions « écotoniales ».
Les lisières forestières et tous les écotones naturels évoluent dans le temps, sur des périodes ou cycles (marées) plus ou moins longs, séculaires à millénaires dans le cas de la forêt naturelle.

## Lisière et écotone
La notion de lisière  est plutôt utilisée pour une description géographique ou paysagère des milieux, alors que celle d' écotone l'est pour décrire le fonctionnement écologique de lisières complexes (et souvent mouvantes) dans l'espace et le temps. En écologie du paysage, on dit que la lisière est un écotone. Un corridor biologique linéaire faisant l'interface entre deux milieux peut être qualifié d'« écotonial ». En matière de cartographie des corridors biologiques, par exemple dans un projet de trame verte, une zone d'écotone peut aussi être considérée comme « zone-tampon », pour protéger le « cœur d'habitat » (Zone-Noyau) et faire une transition douce avec la « matrice écopaysagère ».